# زنبوريات وأشباهها
الزنبوريات وأشباهها أو فوق عائلة فيسبويديا أو فسبويديا (الاسم العلمي Vespoidea)، فصيلة عليا من الحشرات الدبورية غشائيات الأجنحة ذوات الحمة.